# المدینیلا
المدینیلا (به اسپانیایی: Almedinilla) یک شهرستان در اسپانیا است.